# 石楣桿

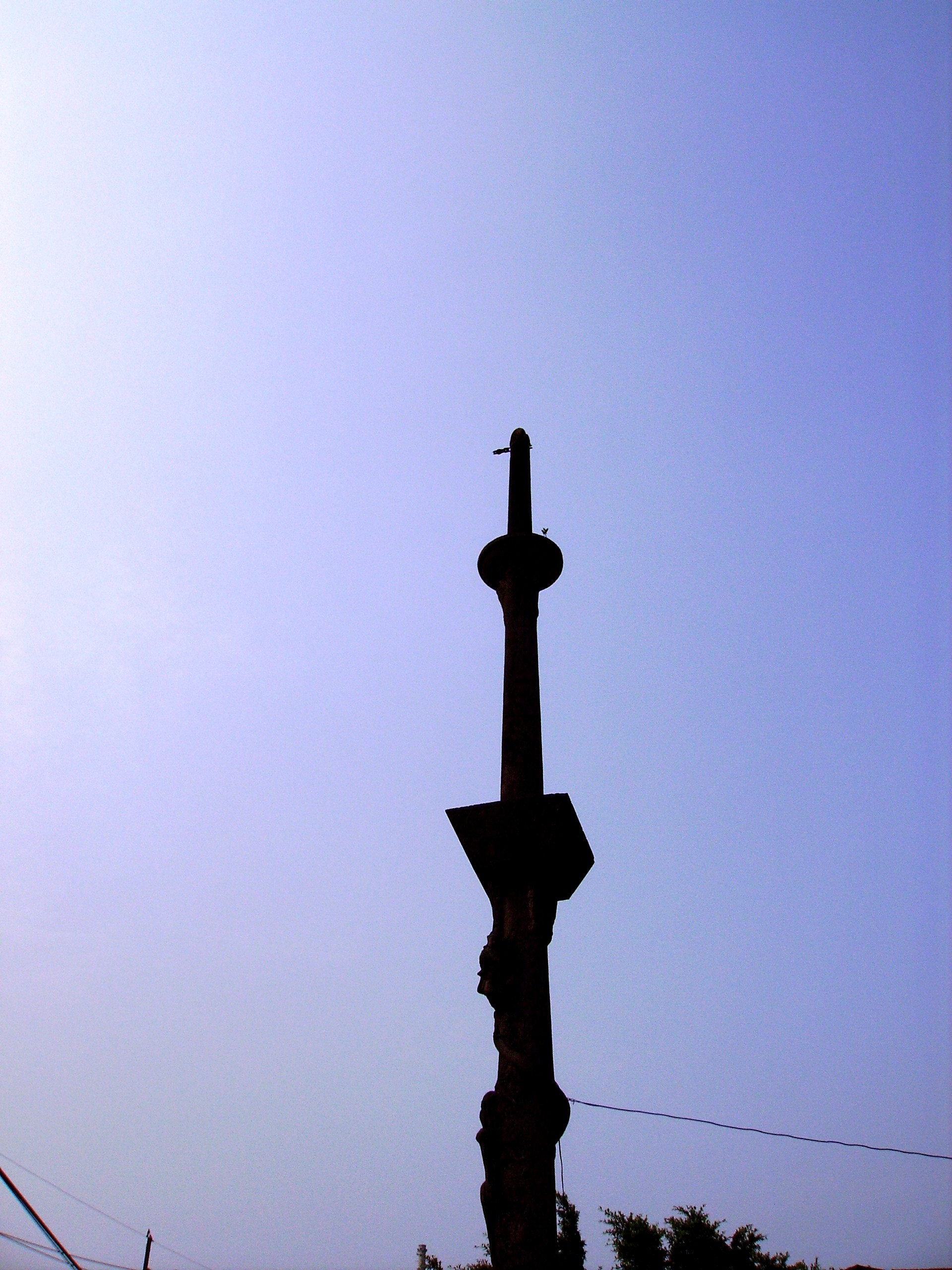
石旗杆

石楣杆又稱石桅杆，石旗杆或石桅檣，是中國古代當家裡有人成功考取功名時，便會立起一根石柱，因此可以從石柱的數量大致了解此家族的威望。石柱的底座為楣桿石。

## 簡介
一般而言，楣杆有三到四節，每一節接合處會有一塊方形石製斗拱，基座會有兩塊長方石柱，中間鑿洞嵌住中心楣杆。第一節做成一隻石筆的形狀；第二節雕刻有“雙龍盤柱”、“魚躍龍門”等吉祥圖案；第三、第四節由兩塊石柱嵌住，左右石柱各刻有中舉日期，中舉人的姓名。如果功名越大，柱子则越高，雕飾也越多越精致。

## 歷史
中國自隋代開始有科舉制度，考中舉人、進士、點翰林的人，便在自己老家立起楣杆，既可光耀門楣，也能激勵其他學子。而秀才、貢生、監生等一般不可豎楣杆。但後來，朝廷也允許貢生以上立楣杆。
古時客家人並沒有把旗杆稱作“楣”。把旗杆称“楣”的，是中國江浙一帶才有的方言。為求考试順利，在臨考之前，有些家庭會在自家門前自行豎起一根旗杆。這就是當地人稱的“楣”。如果中舉，就不用把旗杆撤走；反之，就要把旗杆撤下，稱作“倒楣”，即倒楣（倒霉）的由來。

## 種類
歷史上的楣杆分為木楣與石楣，舉人豎立木楣；進士、翰林豎石楣。木楣以杉木製成，經風吹日曬易腐蝕倒塌，可經官府核准後更換；石楣以花崗岩製成，通常可造得比木楣高，而現在保存完好的皆為石楣。